# Thể thao đối kháng
Thể thao đối kháng là nhóm những môn thể thao mang tính chiến đấu trực tiếp bằng các bộ phận cơ thể như tay, chân, đầu hoặc thân mình mà không dùng hoặc dùng rất ít thiết bị và phụ kiện hỗ trợ. Thể thao đối kháng mang hình thức "một chọi một" (một vận động viên thi đấu với một vận động viên), họ phải tìm cách ghi nhiều điểm số hơn đối thủ hoặc vô hiệu hóa đối thủ để giành lấy chiến thắng. Các môn thể thao đối kháng phổ biến ngày nay thường là các môn võ thuật như judo, taekwondo, karate, vật, đấu kiếm, quyền Anh, kickboxing, Muay Thái, sumo. Các môn như quần vợt, cầu lông, bóng bàn dù mang hình thức "một chọi một" (song đấu) nhưng lại thuộc về thể thao dùng vợt.